# Gemsvlakte
Gemsvlakte is een klein dorp in de onherbergzame regio ǁKaras in het uiterste zuiden van Namibië. Het dorp bestaat slechts uit enkele boerderijen langs de spoorweg naar Karasburg.